# Cepaea nemoralis

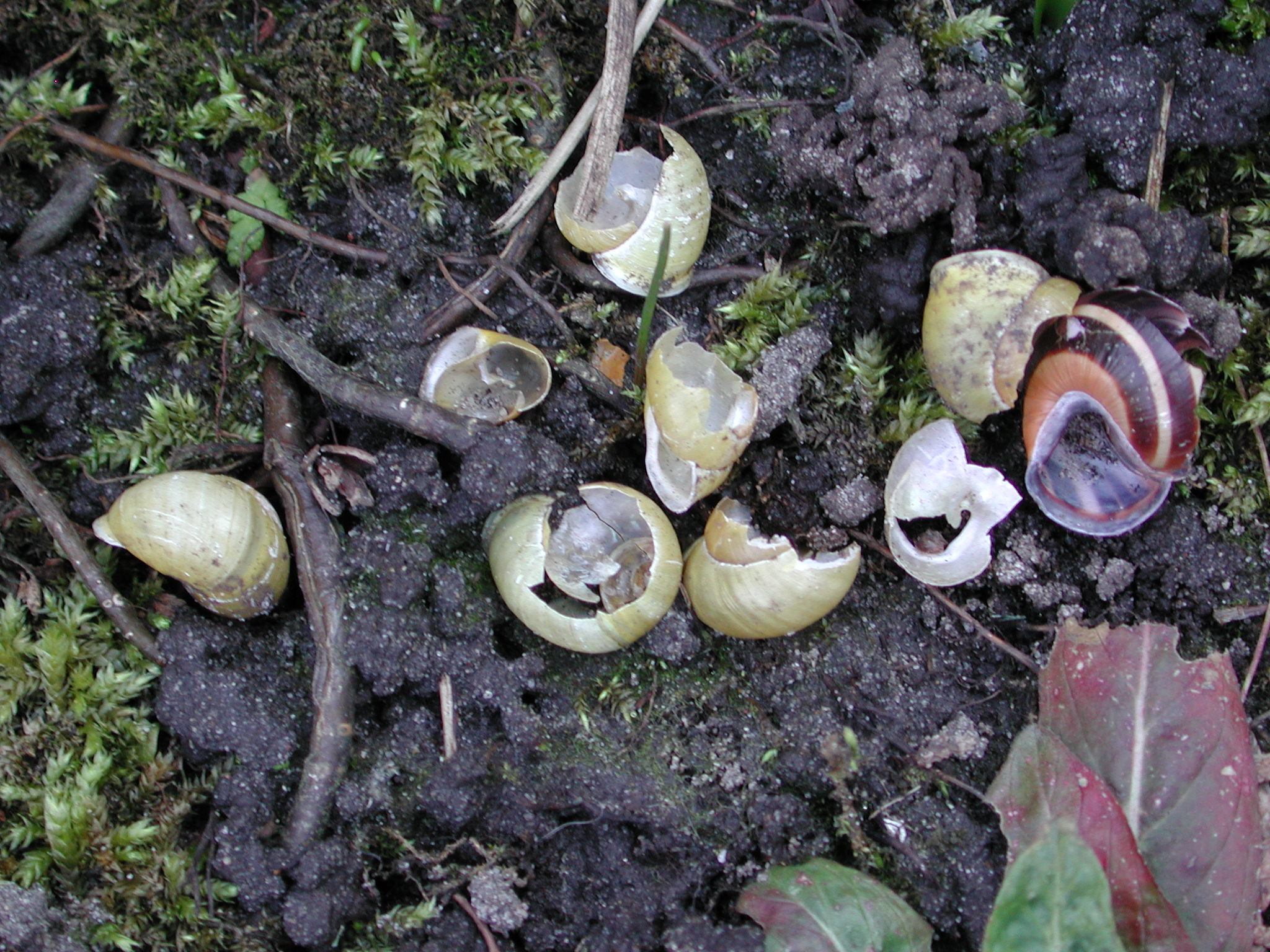
Resultado de la depredación del zorzal común sobre Cepaea.

Cepaea nemoralis es una especie de gasterópodo pulmonado terrestre común en Europa, incluida España, donde es recolectada y consumida. Recibe diversos nombre comunes, según las regiones, como caracol moro, regineta o caracol rayado.

## Características
Es un caracol de tamaño medio; la concha tiene una altura de unos 20 mm y una anchura de unos 25 mm, y de 4½ a 5½ vueltas de espiral. El tamaño del huevo es de 3,1 × 2,6 mm.
Su coloración es muy variable, tanto en lo que se refiere al color de fondo como a la presencia de bandas oscuras. El color de fondo varía desde muy pálido, casi blanco, a marrón oscuro, pasando por el amarillo, rosa y marrón claro. Las bandas varían en intensidad, anchura y número, desde ninguna hasta cinco. El borde de la abertura de la concha ("labio") acostumbra a ser oscuro.
Este polimorfismo ha sido muy estudiado desde el punto de vista genético y evolutivo. Marrón, rosa y amarillo con marrón domina sobre los otros colores, y rosa domina sobre amarillo; se conoce incluso un morfo leonado común en poblaciones que habitan en las dunas; se conoce más de un alelo para cada uno de esos colores. Se supone que el color es un camuflaje frente a los depredadores, como el zorzal común (Turdus philomelos), pero también tiene importancia para la temperatura corporal del animal; así, las conchas más oscuras absorben más calor y se calientan más rápido, de modo que los individuos oscuros se dan con más frecuencia en lugares más fríos y umbríos. Las formas con bandas predominan en hábitats herbáceos, donde se camuflan entre las sombras lineares de la vegetación, mientras que las formas lisas predominan en lugares boscosos.

### Especies similares
Cepaea nemoralis es muy similar a Cepaea hortensis, que también muestra un polimorfismo cromático análogo. Cepaea nemoralis es un poco más grande, pero la diferencia principal es que presenta el borde de la aberura oscuro, mientras que Cepaea hortensis lo tiene blanco. No obstante, de manera ocasional se presentan individuos de Cepaea nemoralis con el labio blanco, por lo que la identificación basada en la concha no es completamente fiable. La única manera segura para la separación de ambas especies es la disección para examinar su anatomía interna, ya que la estructura del aparato copulador y de las glándulas vaginales es muy diferente en ambas especies.

## Distribución y hábitat
Cepaea nemoralis habita en praderas, setos, bosques y jardines de Europa centro-occidental y septentrional, desde la península ibérica hasta Ucrania y Noruega En el este de Europa vive solo en áreas urbanas y probablemente haya sido introducido. También ha sido recientemente introducido en Norteamérica, donde se ha establecido en varios lugares.[cita requerida]
En la península ibérica vive solo en la mitad norte; se conoce tanto en Portugal como en España, donde es muy apreciada en la gastronomía de varias regiones.

## Subespecies
Se reconocen dos subespecies de Cepaea nemoralis:
- Cepaea nemoralis nemoralis - Europa
- Cepaea nemoralis etrusca - Endémica de Italia

## Estado de conservación
No está en la lista roja de la IUCN (no evaluado (NE).

## Galería

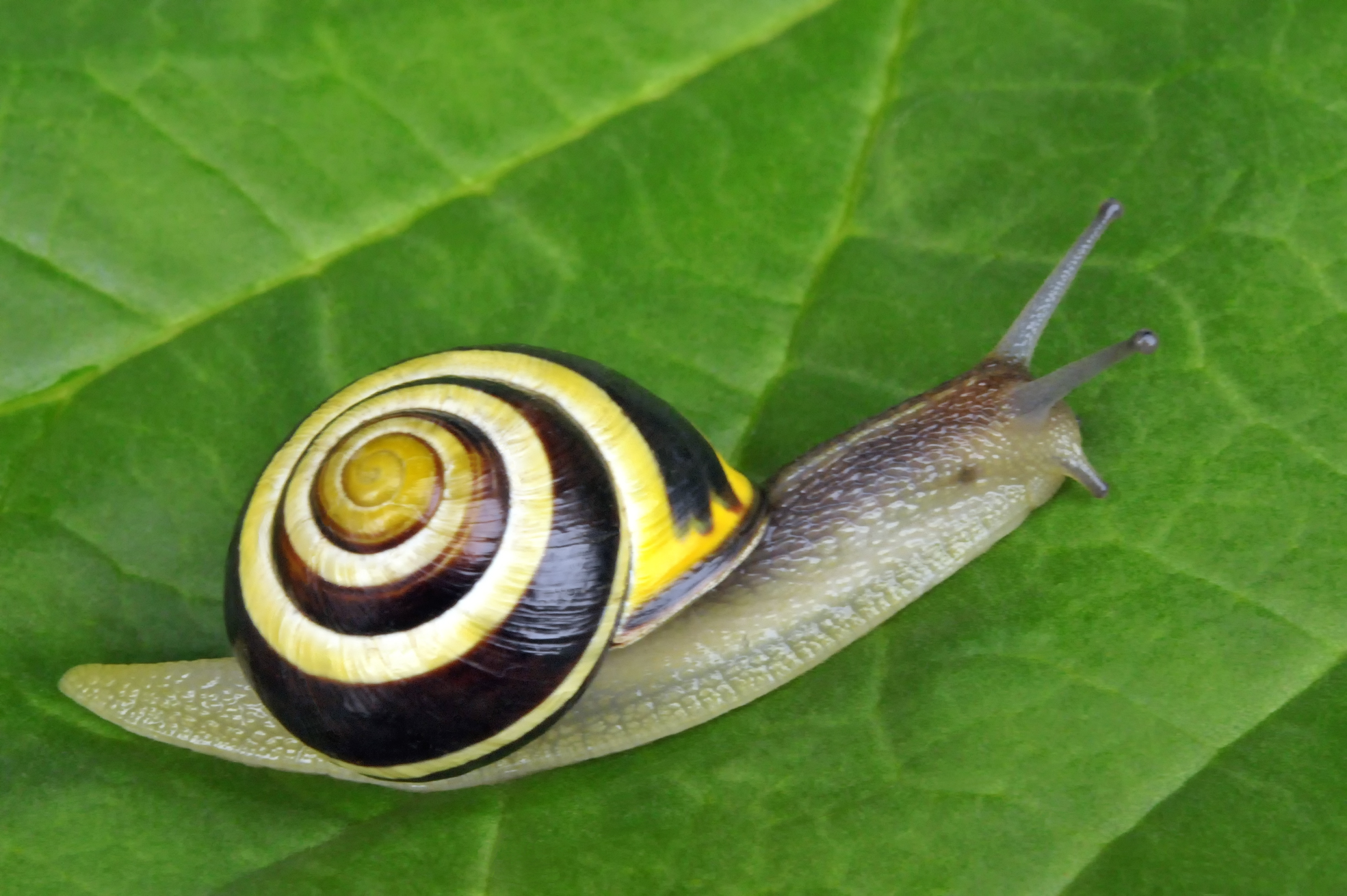
Cepaea nemoralis
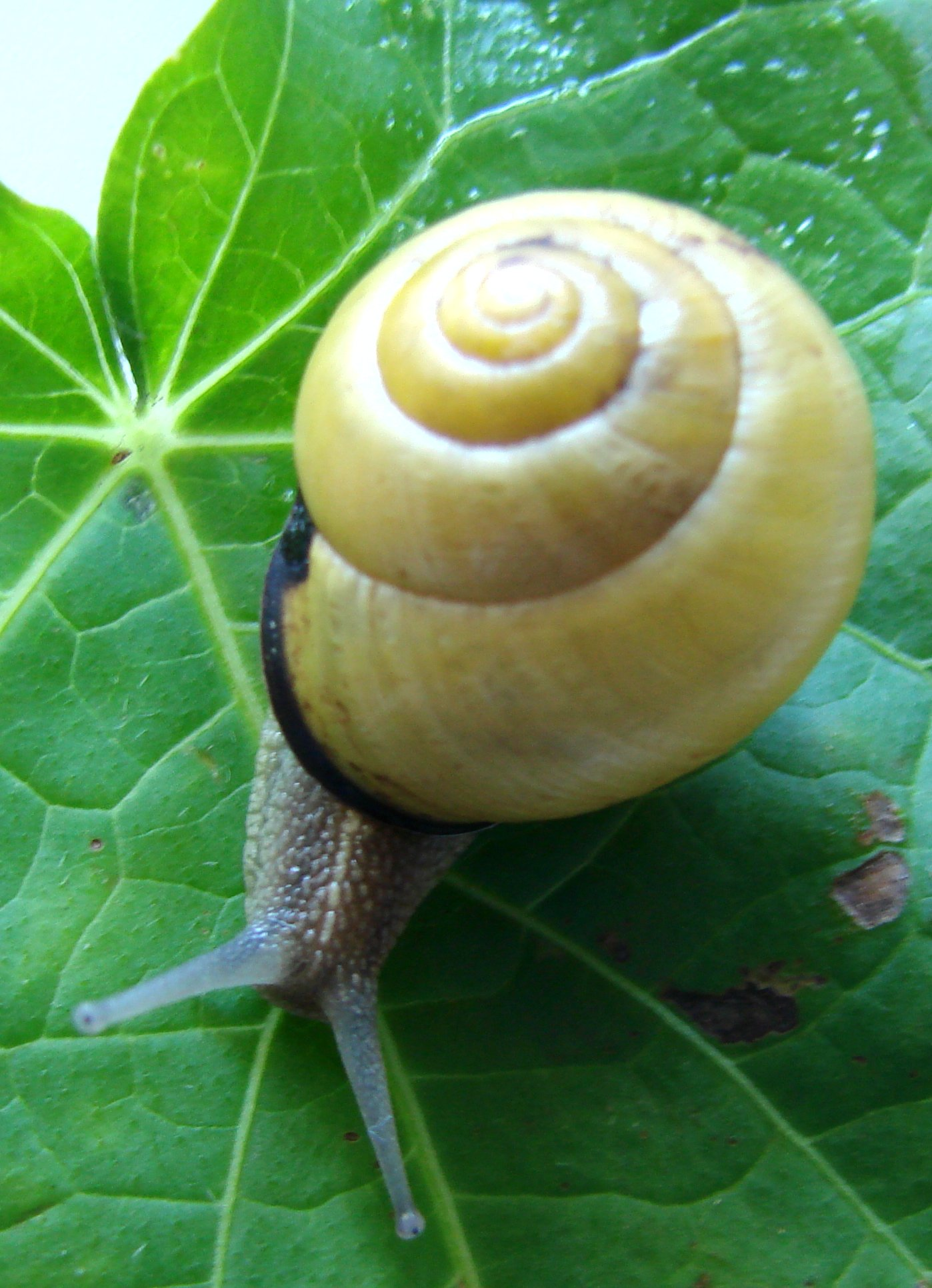
Cepaea nemoralis
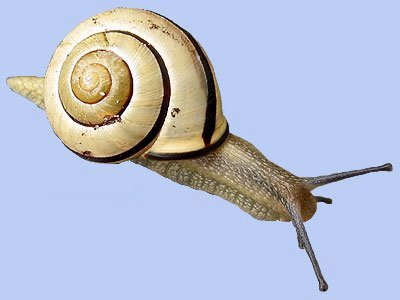
Cepaea nemoralis
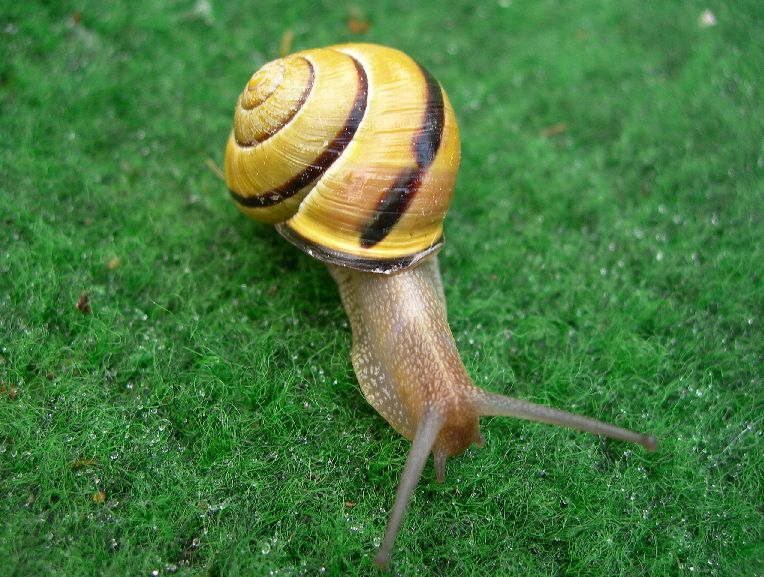
Cepaea nemoralis
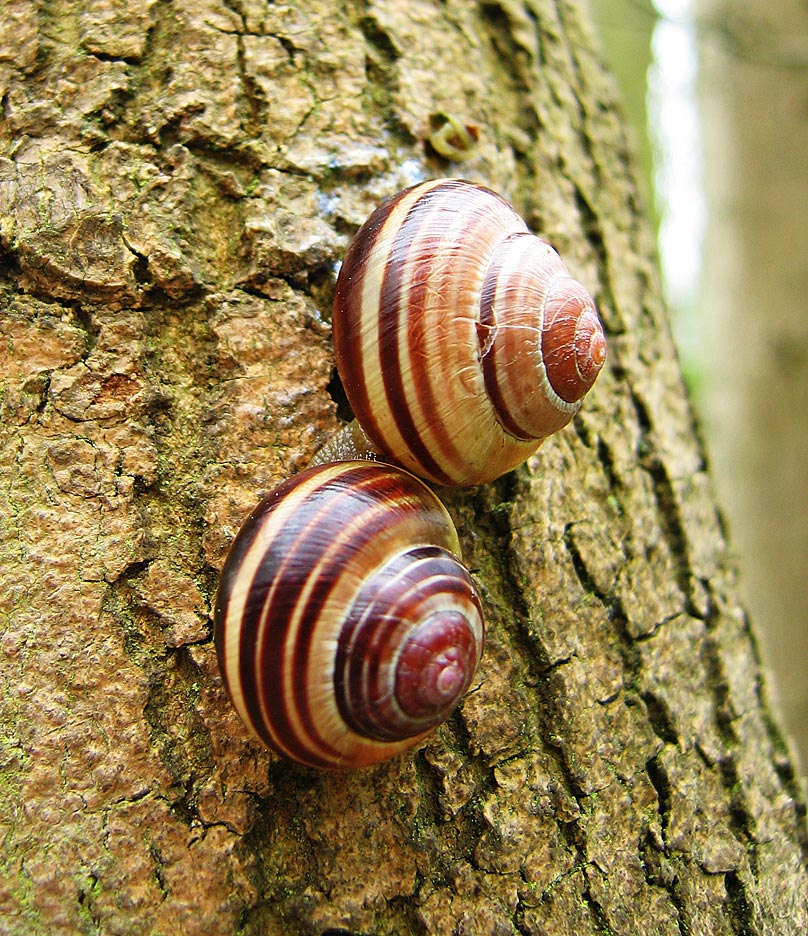
Cepaea nemoralis
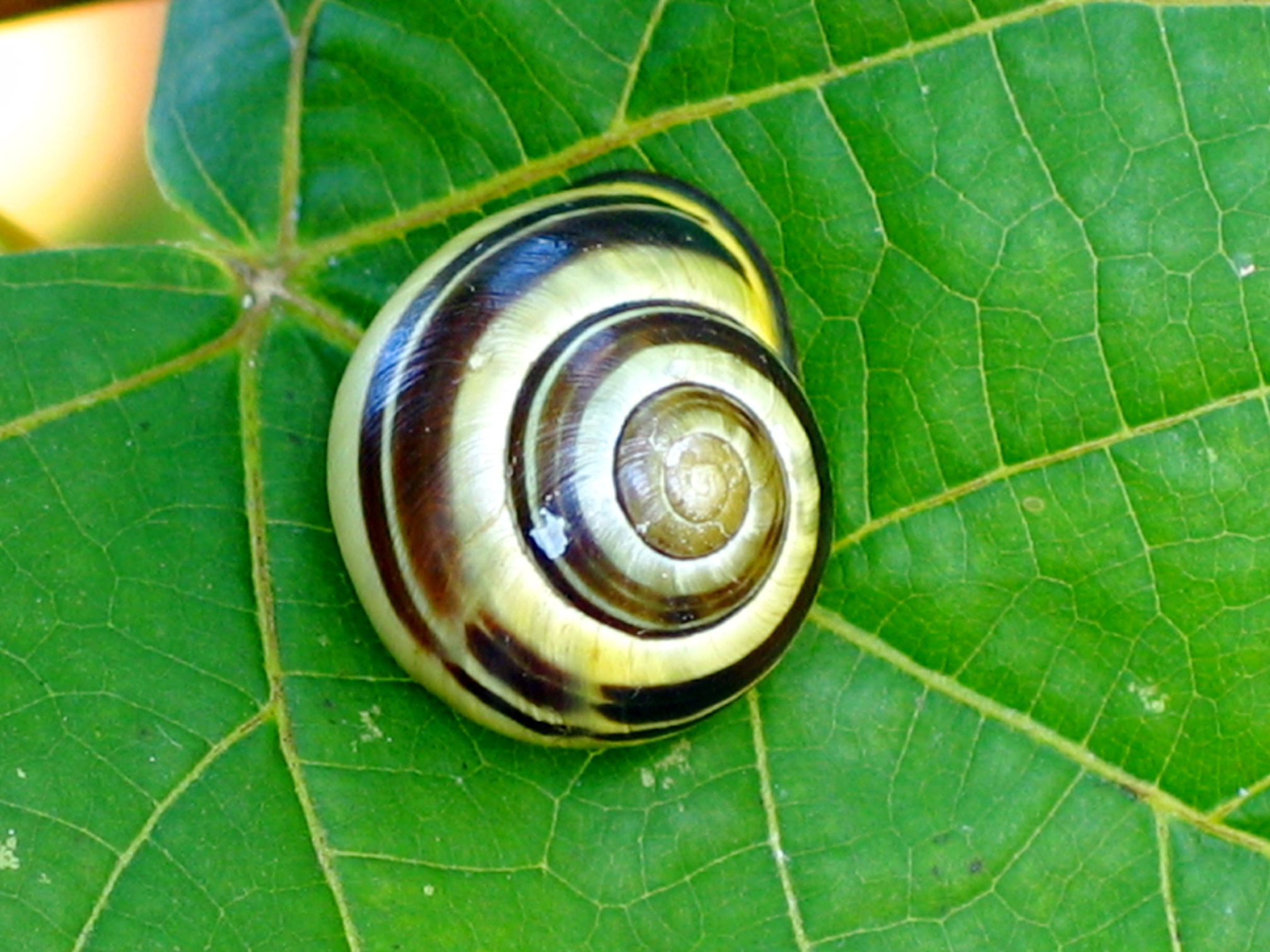
Cepaea nemoralis
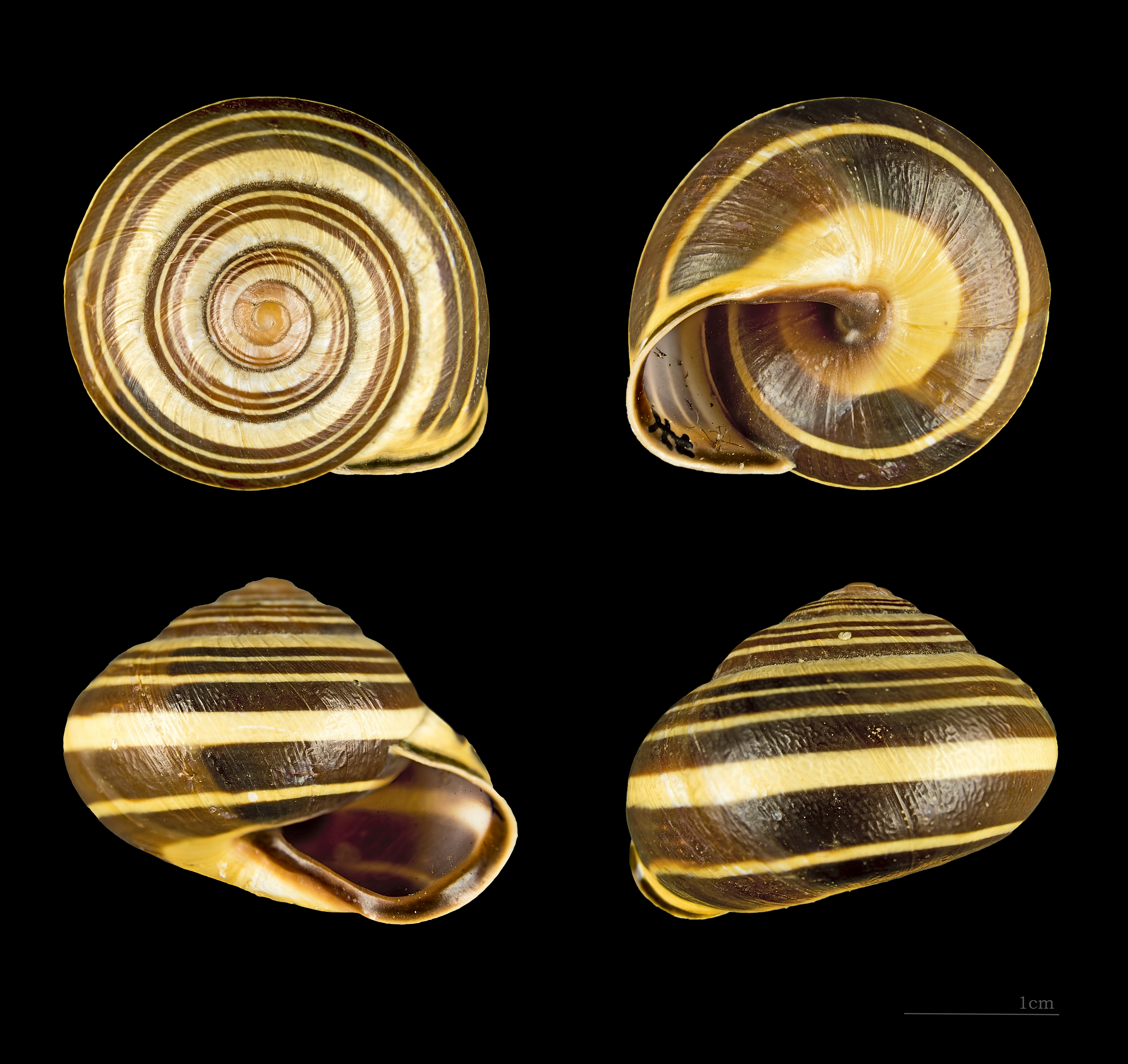
Cepaea nemoralis
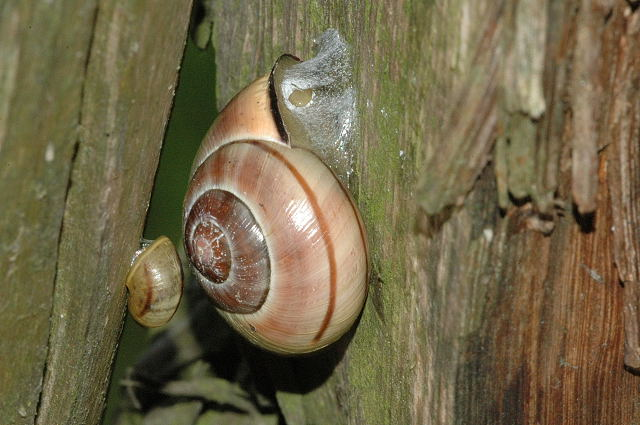
Cepaea nemoralis
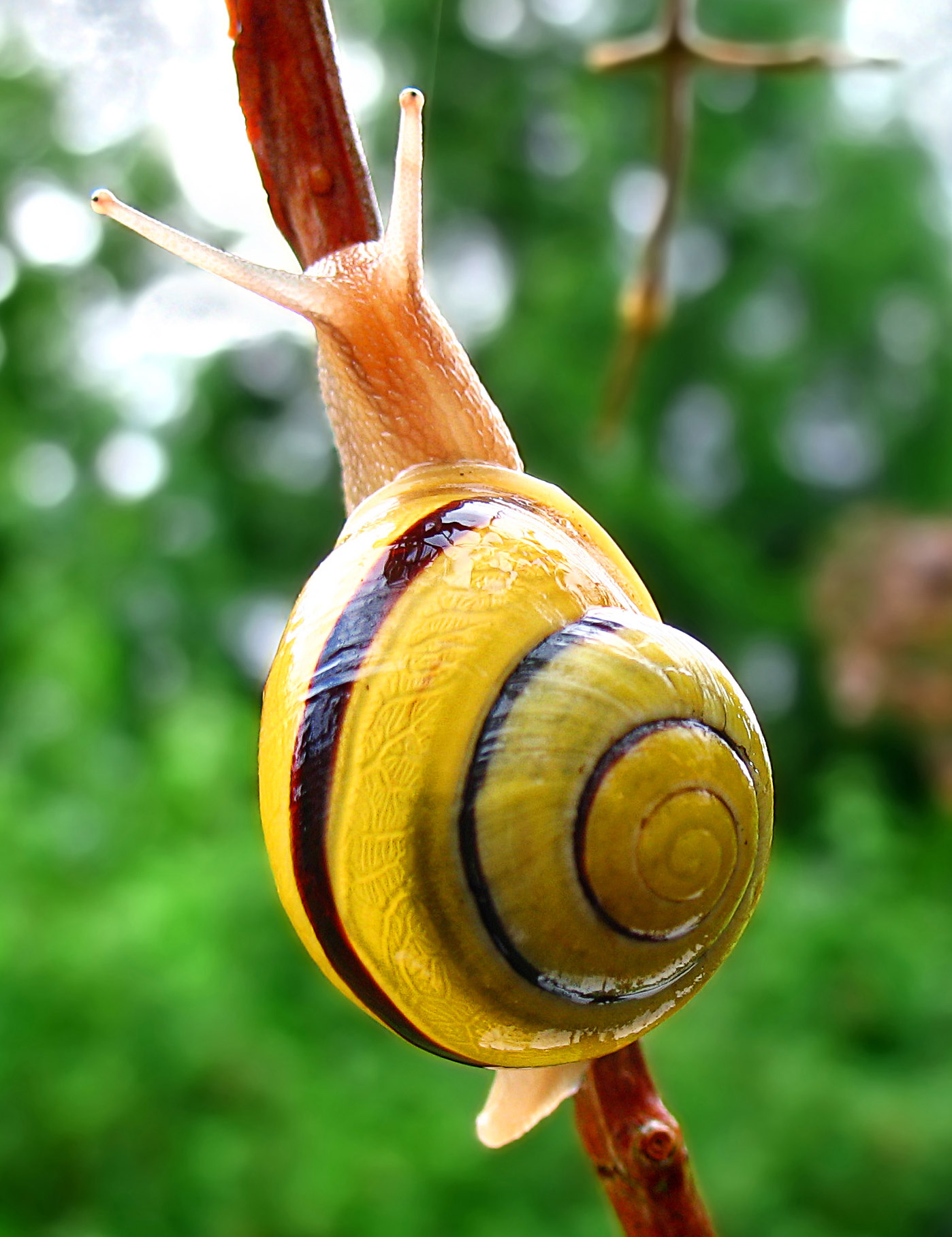
Cepaea hortensis, con el labio blanco